# Matteo Bandello
Matteo Bandello (n. 1485, Castelnuovo Scrivia, Piemont, Italia – d. 1561, Agen, Guyenne⁠(d), Regatul Franței) a fost un scriitor italian. Alături de Boccaccio, a fost unul dintre povestitorii de seamă ai Renașterii.

## Opera
- 1544: Canțonier (Canzoniere) - poezii
- 1554 - 1573: Nuvele (Novelle)

Scrierile sale au constituit subiect de inspirație pentru: Shakespeare, Lope de Vega, Cervantes, Molière, Byron, Musset.